# John Broome
Pour les articles homonymes, voir John Broome (gouverneur) et Broome (homonymie).
John Broome (né le 4 mai 1913 et mort le 14 mars 1999 à Chiang Mai, Thaïlande) est un écrivain américain de l'Âge d'argent des comics qui a utilisé à certaines occasions les pseudonymes John Osgood ou Edgar Ray Meritt.

## Biographie
Il a travaillé avec Gil Kane, Sy Barry et Carmine Infantino pour DC Comics.
John Broome est le cocréateur de plusieurs personnages dans Green Lantern comme Guy Gardner, Sinestro & Carol Ferris (en). Broome contribue énormément aussi dans la série de The Flash, il est notamment le créateur du personnage du Néga-Flash (Eobard Thawne).
Selon l'historien Mark Evanier Broome aurait débuté dans la série JSA avec l'aide de Julius Schwartz.

## Publications
- All-American Comics
- All Star Comics
- All-Star Western
  - Tomahawk (comics)
- Detective Comics
- Mystery in Space
- Star Spangled Comics
- Showcase
- Showcase Presents: Green Lantern 2005
- Strange Adventures
- Green Lantern, Batman, Tarzan, Superboy
- The Flash
- The Phantom Stranger
- World's Finest Comics
- Green Lantern Archive
- Adventures of Rex the Wonder
- 80-Page Giant "The Origin of the Justice League"
- Big Boy (magazine), Big Town
- Comic Cavalcade…

## Créations
DC comics
- Heat Wave (Mick Rory), King Solovar

cocréateur avec Gardner Fox :
- - Guy Gardner (Green Lantern), Atom, Jean Loring, Major Disaster

cocréateur avec Gil Kane :
- - Abin Sur, Carol Ferris (en)] avec Gil Kane & Julius Schwartz, Black Hand (comics), Guardians of the Universe (gardiens de l'univers), Doctor Polaris (en), The Puppeteer, Sinestro, Tomar-Re, Katma Tui, Krona, Hal Jordan, Hector Hammond (it), Black Hand (comics), Zborra, Xax, Thomas Kalmaku, Planète Korugar, Katma Tui, Charlie Vicker…

cocréateur avec Carmine Infantino
- - Captain Comet,  Wally West, Professeur Zoom, Tommy Moon, The Phantom Stranger, Weather Wizard (Mark Mardon), Elongated Man, Roscoe Dillon (The Top), Kid Flash, Gorilla Grodd, Captain Boomerang, Captain Cold, William Dawson, T.O. Morrow, Mirror Master, Daphne Dean, Citizen Abra ou Abra Kadabra…

cocréateur avec Murphy Anderson
- - Atomic Knight (en)

## Prix et distinctions
- 1965 : Prix Alley de la meilleure histoire courte pour « Doorway to the Unknown! » dans The Flash n°148 (avec Carmine Infantino)
- 1998 : Prix Inkpot
- 2008 : Temple de la renommée Will Eisner (à titre posthume)
- 2009 : Prix Bill Finger (à titre posthume)